# Стида, Людвиг
Христиан Герман Людвиг Стида (нем. Christian Hermann Ludwig Stieda; 1837—1918) — немецкий анатом и гистолог.

## Биография
Родился 7 (19) ноября 1837 года в Риге. Учился в Рижской гимназии, затем окончил медицинский факультет Дерптского университета (1860), где в 1861 году получил степень доктора медицины и с 1862 года был ассистентом в медицинской клинике и приват-доцентом на кафедре анатомии; с 1864 года работал также в Анатомическом институте.
В 1866 году был избран экстраординарным профессором, в 1875 году — ординарным профессором анатомии и директором Анатомического института.
С 1885 года по 1912 год — профессор университета в Кенигсберге (в 1887 году — декан медицинского факультета). С 1886 года он стал членом академии Леопольдина.
Член-корреспондент Санкт-Петербургской академии наук по физико-математическому отделению (разряд биологический) с 4 декабря 1904 года.
Главные труды:
- «Ueber das Rückenmark und einzelne Theile des Gehirns» (1861);
- «Studien über das centrale Nervensystem der Knochenfische der Vögel und Säugethiere, der Wirbelthiere, der Amphibien und Reptilien» (4 т., 1868—75);
- «Ueber Entwickelung der Knochen und des Knochengewebes»;
- «Ueber die Homologie d. Brust und Beckengliedmasse der Menschen und Wirbelthiere» (1897);
- «Geschichte der Entwickelung der Lehre von Nervenzellen und Nervenfasern» (1899).